# Natació al Campionat del Món de natació de 2001
La competició de natació al Campionat del Món de natació de 2001 es realitzà al complex esportiu Marine Messe de la ciutat de Fukuoka (Japó). L'australià Ian Thorpe va ser el primer nedador a guanyar sis medalles d'or en un mateix campionat del Món.

## Resum de medalles

### Categoria masculina
| Event                   | Or                                                                | Or            | Plata                                                                                     | Plata    | Bronze                                                                              | Bronze   |
| 50 m lliures            | Anthony Ervin (USA)                                               | 22,09         | Pieter van den Hoogenband (NED)                                                           | 22,16    | Roland Schoeman (RSA) · Tomohiro Yamanoi (JPN)                                      | 22,18    |
| 100 m lliures           | Anthony Ervin (USA)                                               | 48,33 (RC)    | Pieter van den Hoogenband (NED)                                                           | 48,43    | Lars Frölander (SWE)                                                                | 48,79    |
| 200 m lliures           | Ian Thorpe (AUS)                                                  | 1:44,06 (RM)  | Pieter van den Hoogenband (NED)                                                           | 1:45,81  | Klete Keller (USA)                                                                  | 1:47,10  |
| 400 m lliures           | Ian Thorpe (AUS)                                                  | 3:40,17 (RM)  | Grant Hackett (AUS)                                                                       | 3:42,51  | Emiliano Brembilla (ITA)                                                            | 3:45,11  |
| 800 m lliures           | Ian Thorpe (AUS)                                                  | 7:39,16 (RM)  | Grant Hackett (AUS)                                                                       | 7:40,34  | Graeme Smith (GBR)                                                                  | 7:51,12  |
| 1500 m lliures          | Grant Hackett (AUS)                                               | 14:34,56 (RM) | Graeme Smith (GBR)                                                                        | 14:58,94 | Alexei Filipets (RUS)                                                               | 15:01,43 |
|                         |                                                                   |               |                                                                                           |          |                                                                                     |          |
| 50 m esquena            | Randall Bal (USA)                                                 | 25,34         | Thomas Rupprath (GER)                                                                     | 25,44    | Matt Welsh (AUS)                                                                    | 25,49    |
| 100 m esquena           | Matt Welsh (AUS)                                                  | 54,31 (RC)    | Örn Arnarson (ISL)                                                                        | 54,75    | Steffen Driesen (GER)                                                               | 54,91    |
| 200 m esquena           | Aaron Peirsol (USA)                                               | 1:57,13 (RC)  | Markus Rogan (AUT)                                                                        | 1:58,07  | Örn Arnarson (ISL)                                                                  | 1:58,37  |
|                         |                                                                   |               |                                                                                           |          |                                                                                     |          |
| 50 m braça              | Oleg Lisogor (UKR)                                                | 27,52 (RC)    | Roman Sloudnov (RUS)                                                                      | 27,60    | Domenico Fioravanti (ITA)                                                           | 27,72    |
| 100 m braça             | Roman Sloudnov (RUS)                                              | 1:00,16       | Domenico Fioravanti (ITA)                                                                 | 1:00,47  | Ed Moses (USA)                                                                      | 1:00,61  |
| 200 m braça             | Brendan Hansen (USA)                                              | 2:10,69 (RC)  | Maxim Podoprigora (AUT)                                                                   | 2:11,09  | Kosuke Kitajima (JPN)                                                               | 2:11,21  |
|                         |                                                                   |               |                                                                                           |          |                                                                                     |          |
| 50 m papallona          | Geoff Huegill (AUS)                                               | 23,50         | Lars Frölander (SWE)                                                                      | 23,57    | Mark Foster (GBR)                                                                   | 23,62    |
| 100 m papallona         | Lars Frölander (SWE)                                              | 52,10 (RC)    | Ian Crocker (USA)                                                                         | 52,25    | Geoff Huegill (AUS)                                                                 | 52,36    |
| 200 m papallona         | Michael Phelps (USA)                                              | 1:54,58 (RM)  | Tom Malchow (USA)                                                                         | 1:55,28  | Anatoly Polyakov (RUS)                                                              | 1:55,68  |
|                         |                                                                   |               |                                                                                           |          |                                                                                     |          |
| 200 m estils            | Massimiliano Rosolino (ITA)                                       | 1:59,71       | Tom Wilkens (USA)                                                                         | 2:00,73  | Justin Norris (AUS)                                                                 | 2:00,91  |
| 400 m estils            | Alessio Boggiatto (ITA)                                           | 4:13,15       | Erik Vendt (USA)                                                                          | 4:15,36  | Tom Wilkens (USA)                                                                   | 4:15,94  |
|                         |                                                                   |               |                                                                                           |          |                                                                                     |          |
| relleus 4×100 m lliures | AustràliaMichael Klim · Ashley Callus · Todd Pearson · Ian Thorpe | 3:14,10 (RC)  | Països BaixosMark Veens · Johan Kenkhuis · Klaas-Erik Zwering · Pieter van den Hoogenband | 3:14,56  | AlemanyaStefan Herbst · Torsten Spanneberg · Lars Conrad · Sven Lodziewski          | 3:17,52  |
| relleus 4×200 m lliures | AustràliaGrant Hackett · Michael Klim · Bill Kirby · Ian Thorpe   | 7:04,66 (RM)  | ItàliaEmiliano Brembilla · Matteo Pelliciari · Andrea Beccari · Massimiliano Rosolino     | 7:10,86  | Estats UnitsScott Goldblatt · Nate Dusing · Chad Carvin · Klete Keller              | 7:13,69  |
| relleus 4×100 m estils  | AustràliaMatt Welsh · Regan Harrison · Geoff Huegill · Ian Thorpe | 3:35,35 (RC)  | AlemanyaSteffen Driesen · Jens Kruppa · Thomas Rupprath · Torsten Spanneberg              | 3:36,34  | RússiaVladislav Aminov · Dmitry Komornikov · Vladislav Kulikov · Dmitri Tchernychev | 3:37,77  |

Llegenda: RM – rècord del Món; RC – rècord del Campionat

### Categoria femenina
| Event                   | Or                                                                            | Or            | Plata | Plata    | Bronze                                                        | Bronze   |
| 50 m lliures            | Inge de Bruijn (NED)                                                          | 24,47         | Therese Alshammar (SWE) | 24,88    | Sandra Völker (GER)                                           | 24,96    |
| 100 m lliures           | Inge de Bruijn (NED)                                                          | 54,18         | Katrin Meißner (GER) | 55,07    | Sandra Völker (GER)                                           | 55,11    |
| 200 m lliures           | Giaan Rooney (AUS)                                                            | 1:58,57       | Yang Yu (CHN) | 1:58,78  | Camelia Potec (ROM)                                           | 1:58,85  |
| 400 m lliures           | Yana Klochkova (UKR)                                                          | 4:07,30       | Claudia Poll (CRC) | 4:09,15  | Hannah Stockbauer (GER)                                       | 4:09,36  |
| 800 m lliures           | Hannah Stockbauer (GER)                                                       | 8:24,66       | Diana Munz (USA) | 8:28,84  | Kaitlin Sandeno (USA)                                         | 8:31,45  |
| 1500 m lliures          | Hannah Stockbauer (GER)                                                       | 16:01,02 (RC) | Flavia Rigamonti (SUI) | 16:05:99 | Diana Munz (USA)                                              | 16:07,05 |
|                         |                                                                               |               | |          |                                                               |          |
| 50 m esquena            | Haley Cope (USA)                                                              | 28,51         | Antje Buschschulte (GER) | 28,53    | Natalie Coughlin (USA)                                        | 28,54    |
| 100 m esquena           | Natalie Coughlin (USA)                                                        | 1:00,37       | Diana Mocanu (ROM) | 1:00,68  | Antje Buschschulte (GER)                                      | 1:01,42  |
| 200 m esquena           | Diana Mocanu (ROM)                                                            | 2:09,94       | Stanislava Komarova (RUS) | 2:10,43  | Joanna Fargus (GBR)                                           | 2:11,05  |
|                         |                                                                               |               | |          |                                                               |          |
| 50 m braça              | Luo Xuejuan (CHN)                                                             | 30,84 (RC)    | Kristy Kowal (USA) | 31,37    | Zoë Baker (GBR)                                               | 31,40    |
| 100 m braça             | Luo Xuejuan (CHN)                                                             | 1:07,18 (RC)  | Leisel Jones (AUS) | 1:07,96  | Ágnes Kovács (HUN)                                            | 1:08,50  |
| 200 m braça             | Ágnes Kovács (HUN)                                                            | 2:24,90 (RC)  | Qi Hui (CHN) | 2:25,09  | Luo Xuejuan (CHN)                                             | 2:25,29  |
|                         |                                                                               |               | |          |                                                               |          |
| 50 m papallona          | Inge de Bruijn (NED)                                                          | 25,90 (RC)    | Therese Alshammar (SWE) | 26,18    | Anna-Karin Kammerling (SWE)                                   | 26,45    |
| 100 m papallona         | Petria Thomas (AUS)                                                           | 58,27 (RC)    | Otylia Jędrzejczak (POL) | 58,72    | Junko Onishi (JPN)                                            | 58,88    |
| 200 m papallona         | Petria Thomas (AUS)                                                           | 2:06,73 (RC)  | Annika Mehlhorn (GER) | 2:06,97  | Kaitlin Sandeno (USA)                                         | 2:08,52  |
|                         |                                                                               |               | |          |                                                               |          |
| 200 m estils            | Maggie Bowen (USA)                                                            | 2:11,93       | Yana Klochkova (UKR) | 2:12,30  | Qi Hui (CHN)                                                  | 2:12,46  |
| 400 m estils            | Yana Klochkova (UKR)                                                          | 4:36,98       | Maggie Bowen (USA) | 4:39,06  | Beatrice Căslaru (ROM)                                        | 4:39,33  |
|                         |                                                                               |               | |          |                                                               |          |
| relleus 4×100 m lliures | Alemanya Petra Dallmann · Antje Buschschulte · Katrin Meißner · Sandra Völker | 3:39,58       | Estats Units Colleen Lanne · Erin Phenix · Maritza Correia · Courtney Shealy · Regne Unit Alison Sheppard · Melanie Marshall · Rosalind Brett · Karen Pickering | 3:40,80  | no es concedí                                                 |          |
| relleus 4×200 m lliures | Regne Unit Nicola Jackson · Janine Belton · Karen Legg · Karen Pickering      | 7:58,69       | Alemanya Silvia Szalai · Sara Harstick · Hannah Stockbauer · Meike Freitag                                                                                      | 8:01,35  | Japó Maki Mita · Tomoko Hagiwara · Tomoko Nagai · Eri Yamanoi | 8:02,97  |
| relleus 4×100 m estils  | Austràlia Dyana Calub · Leisel Jones · Petria Thomas · Sarah Ryan             | 4:01,50 (RC)  | Estats Units Natalie Coughlin · Megan Quann · Mary DeScenza · Erin Phenix                                                                                       | 4:01,81  | R.P. de la Xina Zhan Shu · Luo Xuejuan · Ruan Yi · Xu Yanwei  | 4:02,53  |

Llegenda: RM – rècord del Món; RC – rècord del Campionat

## Medaller
| Posició | País            | Or | Plata | Bronze | Total |
| 1       | Austràlia       | 13 | 3     | 3      | 19    |
| 2       | Estats Units    | 9  | 9     | 8      | 26    |
| 3       | Alemanya        | 3  | 6     | 6      | 15    |
| 4       | Països Baixos   | 3  | 4     | 0      | 7     |
| 5       | Ucraïna         | 3  | 1     | 0      | 4     |
| 6       | R.P. de la Xina | 2  | 2     | 3      | 7     |
| 7       | Itàlia          | 2  | 2     | 2      | 6     |
| 8       | Suècia          | 1  | 3     | 2      | 6     |
| 9       | Regne Unit      | 1  | 2     | 4      | 7     |
| 10      | Rússia          | 1  | 2     | 3      | 6     |
| 11      | Romania         | 1  | 1     | 2      | 4     |
| 12      | Hongria         | 1  | 0     | 1      | 2     |
| 13      | Àustria         | 0  | 2     | 0      | 2     |
| 14      | Islàndia        | 0  | 1     | 1      | 2     |
| 15      | Costa Rica      | 0  | 1     | 0      | 1     |
| 15      | Polònia         | 0  | 1     | 0      | 1     |
| 15      | Suïssa          | 0  | 1     | 0      | 1     |
| 18      | Japó            | 0  | 0     | 4      | 4     |
| 19      | Sud-àfrica      | 0  | 0     | 1      | 1     |
| Total   | Total           | 40 | 41    | 40     | 121   |